# هولاندیت
هولاندیت  (به انگلیسی: Heulandite) با فرمول شیمیایی Ca[Al2Si7O18].6H2O از مجموعه کانی هاست و دارای شکستگی ناصاف است از نام یک کلکسیونر انگلستانی کانی‌ها بنام J.H.Heuland گرفته شده‌است. CaO:۹٫۲٪ Al۲O۳:۱۶٫۸٪ SiO۲:۵۹٫۲۹٪ H۲O:۱۴٫۸٪ برای اولین بار در چک اسلواکی کشف شد و از نظر شکل بلور: ورقه‌ای - فلسی، رنگ: سفید - خاکستری - قرمز - قهوه‌ای، شفافیت: شفاف - نیمه شفاف، شکستگی: ناصاف، جلا: شیشه‌ای - صدفی، رخ: کامل، سیستم تبلور: مونوکلینیک و در رده‌بندی سیلیکات است و منشأ تشکیل آن هیدروترمال است.
همایند کانی‌شناسی (پارانژ) آن استیلیبیت- استیلبیت- چابازیت است
، از نظر ژیزمان بلور- اگرگات کمیاب است و بیشتر در آلمان غربی، چک اسلواکی، ایتالیا، نروژ و ایسلند یافت می‌شود.